# Puntenklassement Ronde van Italië

Van 1969 tot en met 2009 en vanaf 2017 wordt een paarse trui gebruikt.

Van 1967 tot en met 1968 en van 2010 tot en met 2016 werd een rode trui gebruikt.

In 2012 werd voor de vrouwen eenmalig een gele trui gebruikt.

Het puntenklassement in de Ronde van Italië is een nevenklassement waarbij de renners punten per etappe krijgen, afhankelijk van hun aankomst. Het klassement werd in de Giro van 1966 geïntroduceerd. De leider in het puntenklassement draagt een paarse trui (it: maglia ciclamino).Van 1967 tot en met 1968 en van 2010 tot en met 2016 droeg de leider een rode trui, maar in 2017, ter gelegenheid van de honderdste editie, werd de paarse trui geherintroduceerd. In de Ronde van Italië voor vrouwen werd de puntentrui vanaf de eerste editie uitgereikt. Op het jaar 2012 na, waarin een gele trui gebruikt werd, kregen de vrouwelijke winnaars van het puntenklassement steevast een paarse trui.
Francesco Moser en Giuseppe Saronni wonnen beiden de trui viermaal, en zijn hiermee recordhouders bij de mannen. Marianne Vos is met zeven puntentruien recordhoudster bij de vrouwen.
De Belgen Eddy Merckx en Roger De Vlaeminck veroverden de puntentrui respectievelijk twee- en driemaal. Uit Nederland is Johan van der Velde is de enige mannelijke winnaar (3x) van het klassement, bij de vrouwen won naast Vos, ook Annemiek van Vleuten vijfmaal en Anna van der Breggen een keer het klassement. 
Acht keer was de winnaar van het puntenklassement bij de mannen ook de winnaar van het algemeen klassement: twee keer was dat Eddy Merckx en Giuseppe Saronni, één keer Gianni Motta, Gianni Bugno, Tony Rominger en Gilberto Simoni. Bij de vrouwen slaagde Marianne Vos en Van Vleuten daar drie keer in, Nicole Brändli, Claudia Häusler, Megan Guarnier, Van der Breggen één keer.

## Erelijst mannen

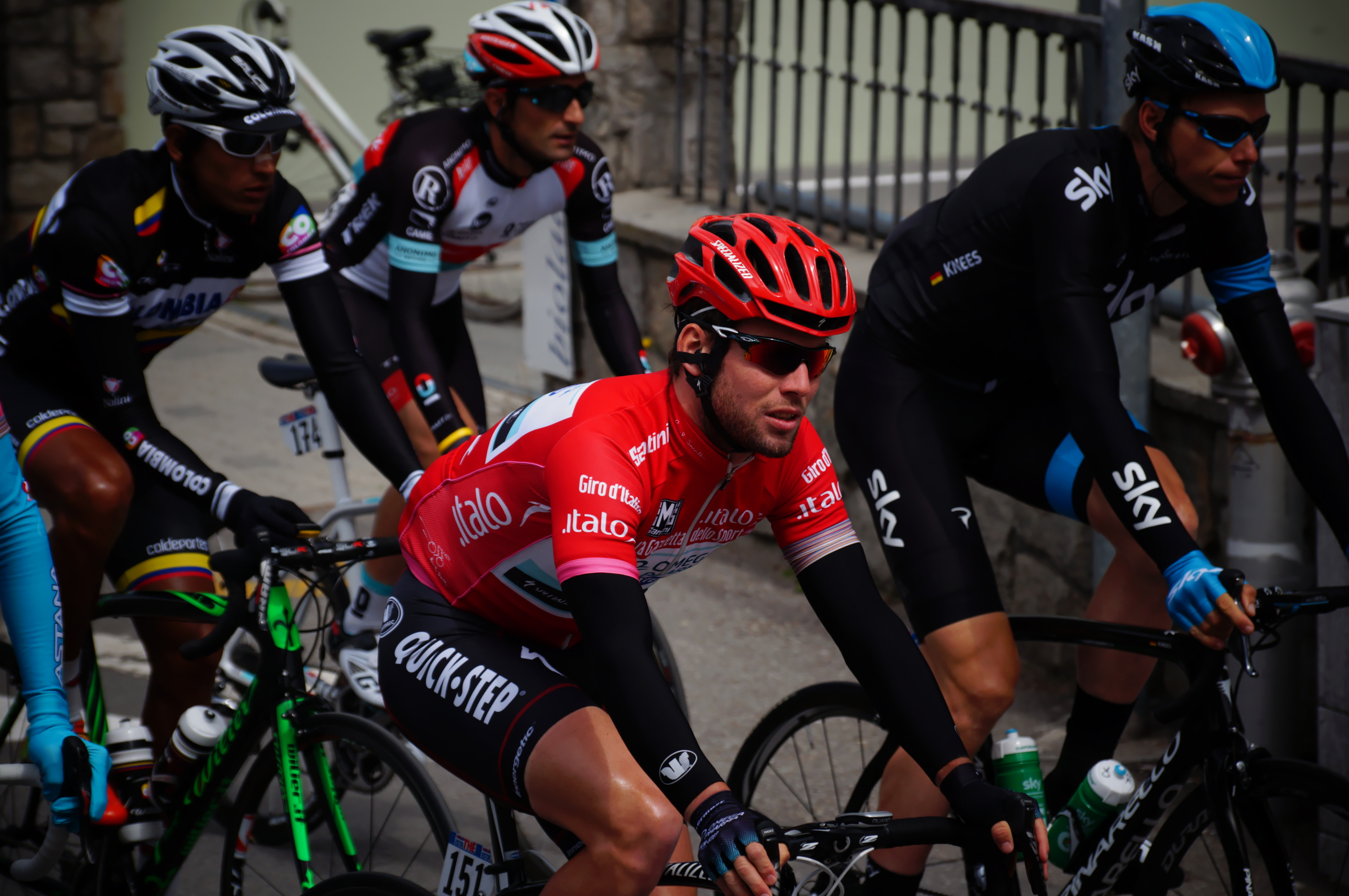
Mark Cavendish, winnaar van de rode puntentrui in 2013.

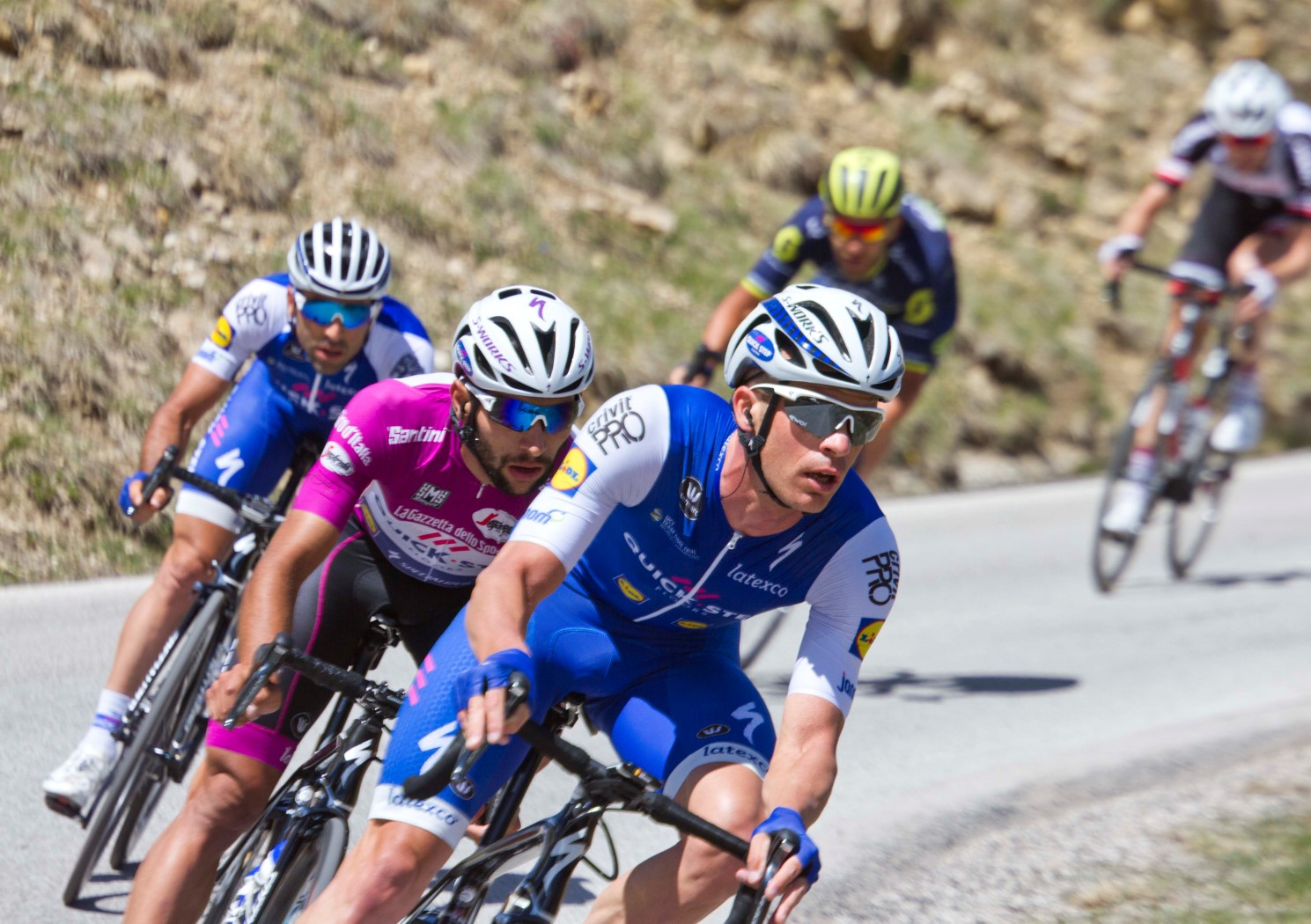
Fernando Gaviria (achter Iljo Keisse), winnaar van de paarse puntentrui in 2017.

| Jaar | Eerste                   | Tweede               | Derde                    |
| ---- | ------------------------ | -------------------- | ------------------------ |
| 2025 | Mads Pedersen            | Olav Kooij           | Wout van Aert            |
| 2024 | Jonathan Milan           | Kaden Groves         | Tim Merlier              |
| 2023 | Jonathan Milan           | Derek Gee            | Michael Matthews         |
| 2022 | Arnaud Démare            | Fernando Gaviria     | Mark Cavendish           |
| 2021 | Peter Sagan              | Davide Cimolai       | Fernando Gaviria         |
| 2020 | Arnaud Démare            | Peter Sagan          | João Almeida             |
| 2019 | Pascal Ackermann         | Arnaud Démare        | Damiano Cima             |
| 2018 | Elia Viviani             | Sam Bennett          | Davide Ballerini         |
| 2017 | Fernando Gaviria         | Jasper Stuyven       | Sam Bennett              |
| 2016 | Giacomo Nizzolo          | Matteo Trentin       | Sacha Modolo             |
| 2015 | Giacomo Nizzolo          | Philippe Gilbert     | Sacha Modolo             |
| 2014 | Nacer Bouhanni           | Giacomo Nizzolo      | Roberto Ferrari          |
| 2013 | Mark Cavendish           | Vincenzo Nibali      | Cadel Evans              |
| 2012 | Joaquim Rodríguez        | Mark Cavendish       | Ryder Hesjedal           |
| 2011 | Alberto Contador         | Michele Scarponi     | Vincenzo Nibali          |
| 2010 | Cadel Evans              | Aleksandr Vinokoerov | Vincenzo Nibali          |
| 2009 | Danilo Di Luca           | Denis Mensjov        | Franco Pellizotti        |
| 2008 | Daniele Bennati          | Emanuele Sella       | Riccardo Riccò           |
| 2007 | Alessandro Petacchi      | Danilo Di Luca       | Paolo Bettini            |
| 2006 | Paolo Bettini            | Ivan Basso           | José Enrique Gutiérrez   |
| 2005 | Paolo Bettini            | Alessandro Petacchi  | Danilo Di Luca           |
| 2004 | Alessandro Petacchi      | Damiano Cunego       | Olaf Pollack             |
| 2003 | Gilberto Simoni          | Stefano Garzelli     | Ján Svorada              |
| 2002 | Mario Cipollini          | Massimo Strazzer     | Aitor González Jiménez   |
| 2001 | Massimo Strazzer         | Danilo Hondo         | Mario Cipollini          |
| 2000 | Dmitri Konysjev          | Fabrizio Guidi       | Ján Svorada              |
| 1999 | Laurent Jalabert         | Fabrizio Guidi       | Massimo Strazzer         |
| 1998 | Mariano Piccoli          | Marco Pantani        | Gian Matteo Fagnini      |
| 1997 | Mario Cipollini          | Dmitri Konysjev      | Glenn Magnusson          |
| 1996 | Fabrizio Guidi           | Giovanni Lombardi    | Enrico Zaina             |
| 1995 | Tony Rominger            | Rolf Sørensen        | Jevgeni Berzin           |
| 1994 | Djamolidin Abdoesjaparov | Jevgeni Berzin       | Gianni Bugno             |
| 1993 | Adriano Baffi            | Maurizio Fondriest   | Miguel Indurain          |
| 1992 | Mario Cipollini          | Miguel Indurain      | Maximilian Sciandri      |
| 1991 | Claudio Chiappucci       | Franco Chioccioli    | Mario Cipollini          |
| 1990 | Gianni Bugno             | Phil Anderson        | Gianni Bugno             |
| 1989 | Giovanni Fidanza         | Laurent Fignon       | Erik Breukink            |
| 1988 | Johan van der Velde      | Rolf Sørensen        | Andy Hampsten            |
| 1987 | Johan van der Velde      | Paolo Rosola         | Stephen Roche            |
| 1986 | Guido Bontempi           | Johan van der Velde  | Paolo Rosola             |
| 1985 | Johan van der Velde      | Urs Freuler          | Francesco Moser          |
| 1984 | Urs Freuler              | Johan van der Velde  | Francesco Moser          |
| 1983 | Giuseppe Saronni         | Moreno Argentin      | Frank Hoste              |
| 1982 | Francesco Moser          | Giuseppe Saronni     | Bernard Hinault          |
| 1981 | Giuseppe Saronni         | Tommy Prim           | Giovanni Mantovani       |
| 1980 | Giuseppe Saronni         | Giovanni Mantovani   | Tommy Prim               |
| 1979 | Giuseppe Saronni         | Francesco Moser      | Bernt Johansson          |
| 1978 | Francesco Moser          | Giuseppe Saronni     | Gianbattista Baronchelli |
| 1977 | Francesco Moser          | Pierino Gavazzi      | Luciano Borgognoni       |
| 1976 | Francesco Moser          | Eddy Merckx          | Felice Gimondi           |
| 1975 | Roger De Vlaeminck       | Fausto Bertoglio     | Felice Gimondi           |
| 1974 | Roger De Vlaeminck       | Franco Bitossi       | José Manuel Fuente       |
| 1973 | Eddy Merckx              | Roger De Vlaeminck   | Felice Gimondi           |
| 1972 | Roger De Vlaeminck       | Eddy Merckx          | Miguel María Lasa        |
| 1971 | Marino Basso             | Patrick Sercu        | Felice Gimondi           |
| 1970 | Franco Bitossi           | Michele Dancelli     | Eddy Merckx              |
| 1969 | Franco Bitossi           | Marino Basso         | Michele Dancelli         |
| 1968 | Eddy Merckx              | Franco Bitossi       | Michele Dancelli         |
| 1967 | Dino Zandegu             | Eddy Merckx          | Willy Planckaert         |
| 1966 | Gianni Motta             | Rudi Altig           | Vito Taccone             |

### Meervoudige winnaars
| Overwinningen | Renner              | Jaren                  |
| ------------- | ------------------- | ---------------------- |
| 4             | Francesco Moser     | 1976, 1977, 1978, 1982 |
| 4             | Giuseppe Saronni    | 1979, 1980, 1981, 1983 |
| 3             | Roger De Vlaeminck  | 1972, 1974, 1975       |
| 3             | Johan van der Velde | 1985, 1987, 1988       |
| 3             | Mario Cipollini     | 1992, 1997, 2002       |
| 2             | Franco Bitossi      | 1969, 1970             |
| 2             | Eddy Merckx         | 1968, 1973             |
| 2             | Paolo Bettini       | 2005, 2006             |
| 2             | Giacomo Nizzolo     | 2015, 2016             |
| 2             | Arnaud Démare       | 2020, 2022             |
| 2             | Jonathan Milan      | 2023, 2024             |

### Overwinningen per land
| Overwinningen | Land                                                                                            |
| ------------- | ----------------------------------------------------------------------------------------------- |
| 35            | Italië                                                                                          |
| 5             | België                                                                                          |
| 4             | Frankrijk                                                                                       |
| 3             | Nederland                                                                                       |
| 2             | Rusland, Zwitserland                                                                            |
| 1             | Australië, Colombia, Duitsland, Denemarken, Oezbekistan, Slowakije, Spanje, Verenigd Koninkrijk |

## Erelijst vrouwen
| Jaar | Winnaar              |
| ---- | -------------------- |
| 1988 | Petra Rossner        |
| 1989 | Petra Rossner        |
| 1990 | Kathryn Watt         |
| 1991 | niet verreden        |
| 1992 | niet verreden        |
| 1993 | Luzia Zberg          |
| 1994 | Imelda Chiappa       |
| 1995 | Petra Rossner        |
| 1996 | Imelda Chiappa       |
| 1997 | Diana Žiliūtė        |
| 1998 | Anna Wilson          |
| 1999 | Svetlana Bubnenkova  |
| 2000 | Svetlana Bubnenkova  |
| 2001 | Nicole Brändli       |
| 2002 | Zinaida Stahurskaja  |
| 2003 | Regina Schleicher    |
| 2004 | Oenone Wood          |
| 2005 | Giorgia Bronzini     |
| 2006 | Susanne Ljungskog    |
| 2007 | Marianne Vos         |
| 2008 | Ina-Yoko Teutenberg  |
| 2009 | Claudia Häusler      |
| 2010 | Marianne Vos         |
| 2011 | Marianne Vos         |
| 2012 | Marianne Vos         |
| 2013 | Marianne Vos         |
| 2014 | Marianne Vos         |
| 2015 | Megan Guarnier       |
| 2016 | Megan Guarnier       |
| 2017 | Annemiek van Vleuten |
| 2018 | Annemiek van Vleuten |
| 2019 | Annemiek van Vleuten |
| 2020 | Marianne Vos         |
| 2021 | Anna van der Breggen |
| 2022 | Annemiek van Vleuten |
| 2023 | Annemiek van Vleuten |
| 2024 | Lotte Kopecky        |

### Meervoudige winnaars
| Overwinningen | Rennster             | Jaren                                    |
| ------------- | -------------------- | ---------------------------------------- |
| 7             | Marianne Vos         | 2007, 2010, 2011, 2012, 2013, 2014, 2020 |
| 5             | Annemiek van Vleuten | 2017, 2018, 2019, 2022, 2023             |
| 3             | / Petra Rossner      | 1988, 1989, 1995                         |
| 2             | Imelda Chiappa       | 1994, 1996                               |
| 2             | Svetlana Bubnenkova  | 1999, 2000                               |
| 2             | Megan Guarnier       | 2015, 2016                               |

### Overwinningen per land
| Overwinningen | Land                                                                   |
| ------------- | ---------------------------------------------------------------------- |
| 13            | Nederland                                                              |
| 4             | Duitsland                                                              |
| 3             | Australië, Italië                                                      |
| 2             | Duitse Democratische Republiek, Rusland, Verenigde Staten, Zwitserland |
| 1             | België, Litouwen, Wit-Rusland, Zweden                                  |

 winnaars · 
roze trui · 
  puntenklassement · 
  bergklassement · 
 jongerenklassement · 
 intergiro · 
 ploegenklassement · 
 strijdlust · 
 zwarte trui
Giro d'Italia Next Gen · Giro Donne · Cima Coppi
 Belgische rozetruidragers · etappewinnaars
 Nederlandse rozetruidragers · etappewinnaars
Mannen:
1909 · 
1910 · 
1911 · 
1912 · 
1913 · 
1914 · 
1919 · 
1920 · 
1921 · 
1922 · 
1923 · 
1924 · 
1925 · 
1926 · 
1927 · 
1928 · 
1929 · 
1930 · 
1931 · 
1932 · 
1933 · 
1934 · 
1935 · 
1936 · 
1937 · 
1938 · 
1939 · 
1940 · 
1946 · 
1947 · 
1948 · 
1949 · 
1950 · 
1951 · 
1952 · 
1953 · 
1954 · 
1955 · 
1956 · 
1957 · 
1958 · 
1959 · 
1960 · 
1961 · 
1962 · 
1963 · 
1964 · 
1965 · 
1966 · 
1967 · 
1968 · 
1969 · 
1970 · 
1971 · 
1972 · 
1973 · 
1974 · 
1975 · 
1976 · 
1977 · 
1978 · 
1979 · 
1980 · 
1981 · 
1982 · 
1983 · 
1984 · 
1985 · 
1986 · 
1987 · 
1988 · 
1989 · 
1990 · 
1991 · 
1992 · 
1993 · 
1994 · 
1995 · 
1996 · 
1997 · 
1998 · 
1999 · 
2000 · 
2001 · 
2002 · 
2003 · 
2004 · 
2005 · 
2006 · 
2007 · 
2008 · 
2009 · 
2010 · 
2011 · 
2012 · 
2013 · 
2014 · 
2015 · 
2016 · 
2017 · 
2018 · 
2019 · 
2020 · 
2021 · 
2022 · 
2023 · 
2024 · 
2025
Vrouwen:
1988 · 
1989 · 
1990 · 
1991 ·
1992 ·
1993 · 
1994 · 
1995 · 
1996 · 
1997 · 
1998 · 
1999 · 
2000 · 
2001 · 
2002 · 
2003 · 
2004 · 
2005 · 
2006 · 
2007 · 
2008 · 
2009 · 
2010 · 
2011 · 
2012 ·
2013 · 
2014 ·
2015 ·
2016 ·
2017 ·
2018 ·
2019 ·
2020 ·
2021 ·
2022 ·
2023 ·
2024 ·
2025